# Nachal Šchoret
Nachal Šchoret (hebrejsky: נחל שחורת) je vádí v jižním Izraeli, v pohoří Harej Ejlat.
Začíná na východních svazích hory Har Chizkijahu poblíž egyptské hranice v nadmořské výšce okolo 800 metrů, cca 12 kilometrů severozápadně od města Ejlat. Směřuje pak k jihovýchodu rychle se zahlubujícím skalnatým kaňonem a stáčí se k východu podél severního úbočí hory Har Šchoret. Zde po nějakou dobu vede podél vádí turistická Izraelská stezka. V dalším úseku se vádí obrací k jihovýchodu a postupně vstupuje do širšího údolí, které je již součástí příkopové propadliny vádí al-Araba. Ze severu míjí vrchy Giv'ot Šchoret a nedaleko silnice číslo 90, poblíž hranice s Jordánskem ústí do sběrného vodního kanálu, který odvádí zdejší sezónní vodní toky směrem k jihu, do Rudého moře.